# TV Vader
La TV Vader (scritto TV VADER) è una console casalinga dedicata della prima generazione prodotta da Epoch Co. a partire dal 1980, esclusivamente per il mercato giapponese a 15.000 yen. L'unico gioco disponibile era un clone di Space Invaders a colori in 4 varianti/difficoltà. Il gioco era interamente implementato attraverso un unico chip NEC D774C. Un anno più tardi, il chip è stato utilizzato all'interno di una delle cartucce del Cassette Vision con il nome Battle Vader.